# Cremia
Cremia – miejscowość i gmina we Włoszech, w regionie Lombardia, w prowincji Como.
Według danych na rok 2004 gminę zamieszkuje 761 osób, 76,1 os./km².